# 유현 (고시희후)
유현(劉賢, ? ~ ?)은 전한의 제후로, 양경왕의 손자이다.

## 행적
아버지 유발의 뒤를 이어 고시후(高柴侯)에 봉해졌다. 시호를 희(釐)라 하였고, 아들 유은이 작위를 이었다.

## 출전
- 반고, 《한서》 권15하 왕자후표 下

| 선대 아버지 고시절후 유발 | 전한의 고시후 ? ~ ? | 후대 아들 유은 |